# Lac Portage
Pour les articles homonymes, voir Portage.
Portage Lake est un lac glaciaire situé dans la forêt nationale de Chugach, dans l'État américain de l'Alaska. Il se trouve dans une longue vallée glaciaire et jouxte la face sud du glacier Portage. Le lac n'est devenu visible que depuis 1914 environ, avec le recul rapide du glacier Portage.

## Accès et loisirs

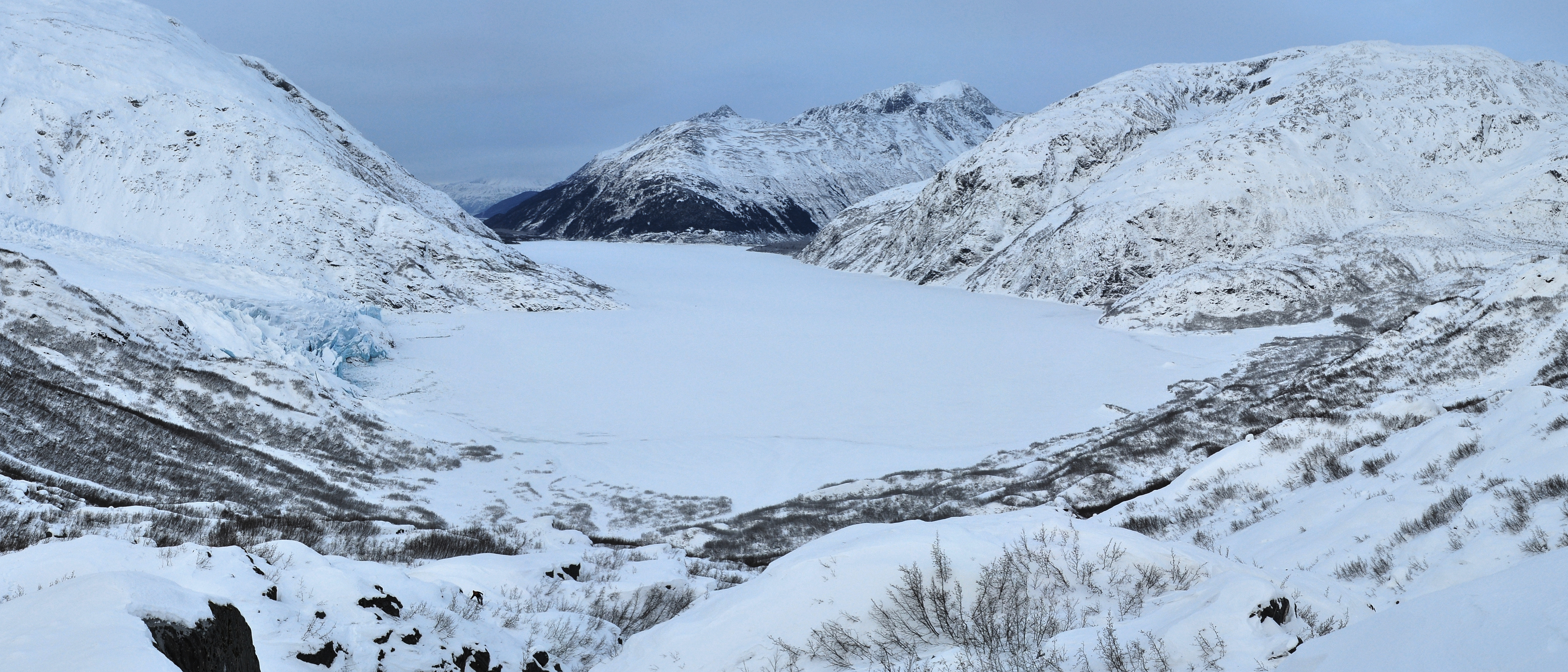
Le lac Portage vu depuis le terminus du glacier Burns. Le glacier Portage est visible sur la gauche.

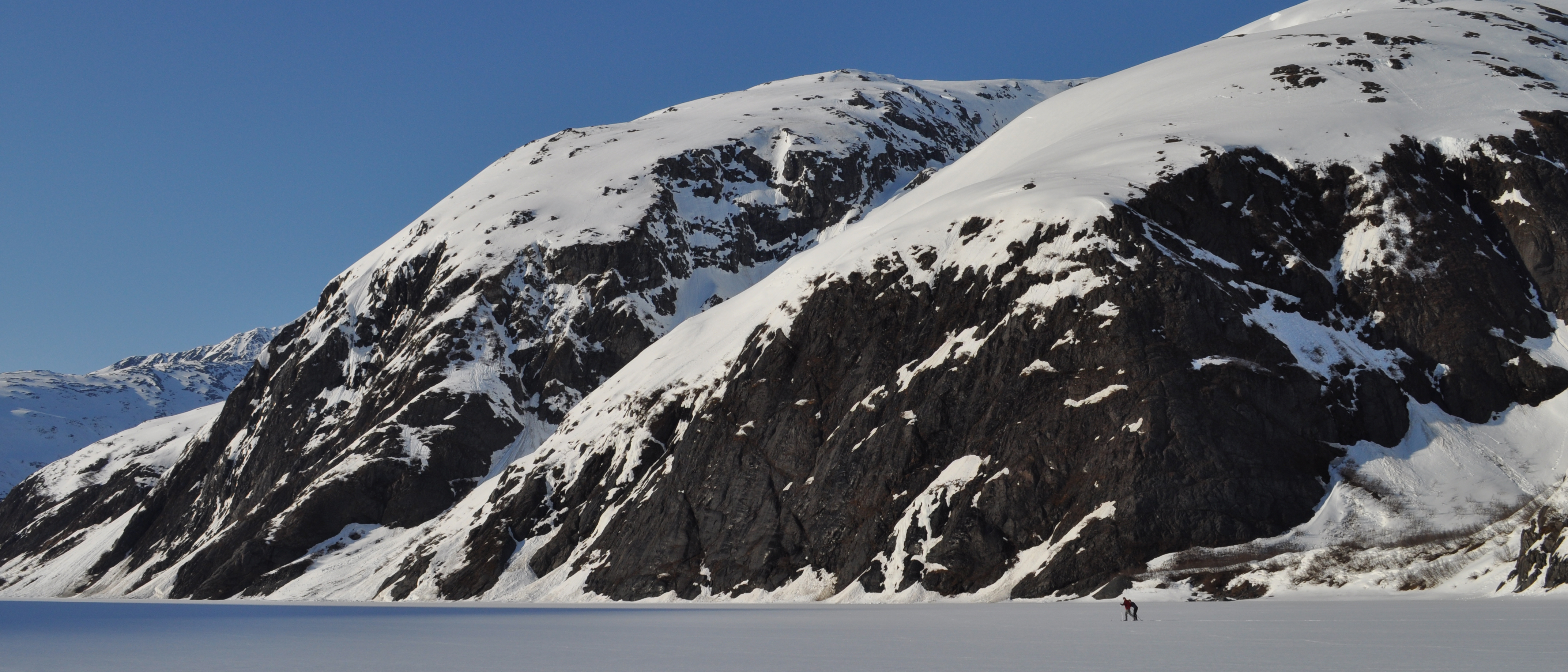
Les skieurs de fond profitent de la « croûte » printanière sur le lac Portage

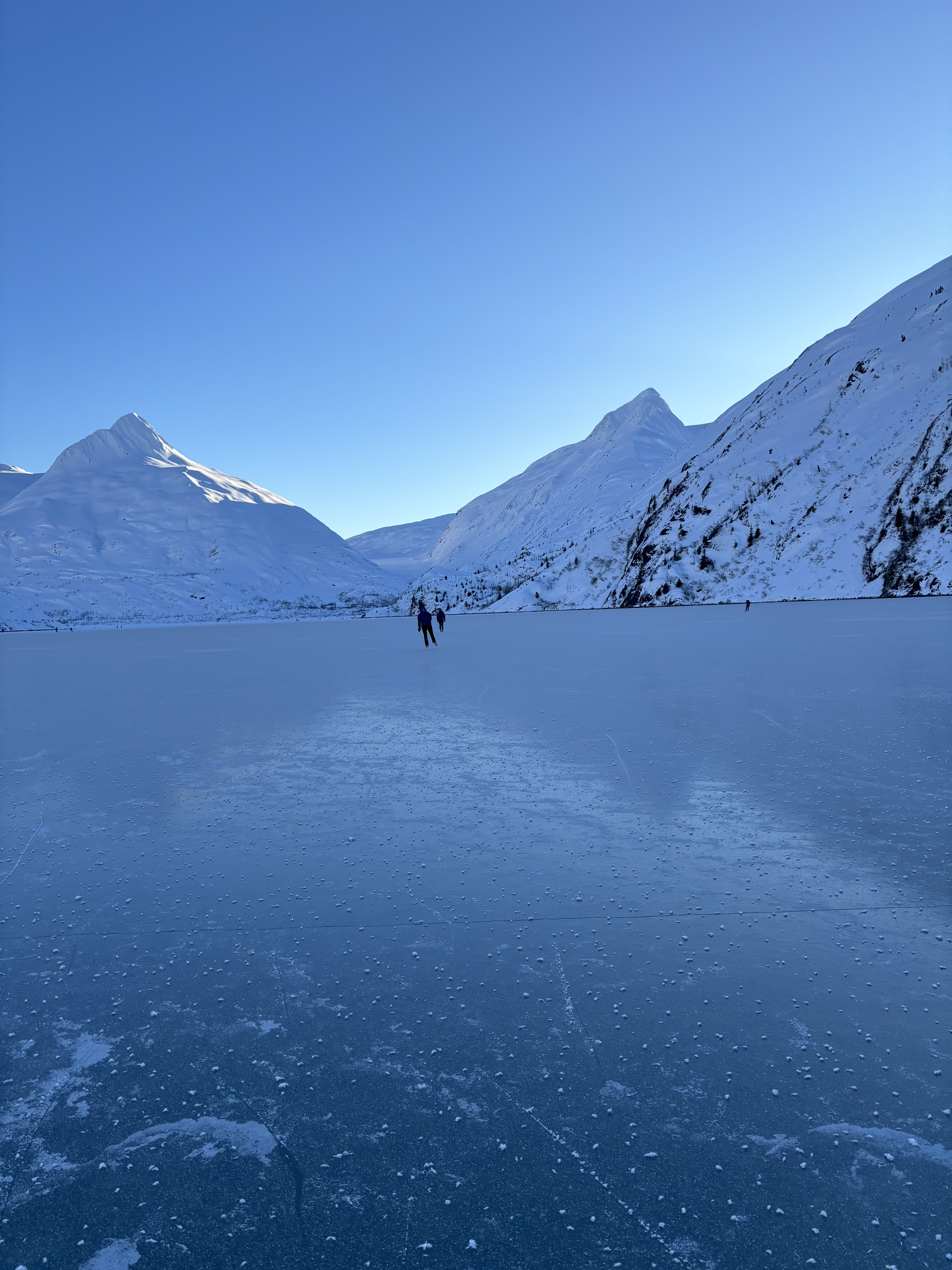
Les patineurs sur glace se divertissent sur le lac Portage

La rive ouest du lac Portage est facilement accessible via un grand parking, au Begich Boggs Visitor Center, juste à côté de la route du glacier (le centre a été nommé d'après les membres du Congrès Nick Begich et Hale Boggs, tués dans un accident d'avion en 1972). Portage Glacier Cruises propose une courte croisière sur le glacier, qui emmène les visiteurs près du front glaciaire. La navigation de plaisance sur le lac était autrefois illégale en raison des icebergs et du vêlage du glacier Portage à l'extrémité du lac, mais elle est désormais légale, même si des précautions doivent être prises pour les conditions difficiles. En hiver et au printemps, le lac est une destination populaire pour le ski de fond, le kitesurf, le VTT, le patinage, la course en raquettes et la randonnée. Le « ski sur croûte » du milieu du printemps est particulièrement prisé par les skieurs'. 

## Décès et incidents
Sa basse température toute l'année fait du lac Portage un endroit potentiellement dangereux pour la baignade ou d'autres activités nautiques.
- Juillet 2012. Levi Matheson Taylor, un résident de l'Utah, a sauvé un résident d'Anchorage de la noyade après avoir tenté de nager à un banc de gravier[8].
- Octobre 2012. Un homme est mort après avoir tenté de récupérer un canoë[9].

## Liens
- Ressource relative à la géographie :   - Geographic Names Information System